# Ciutadà
|  | «Ciutadans» redirigeix aquí. Vegeu-ne altres significats a «Ciutadans - Partit de la Ciutadania». |

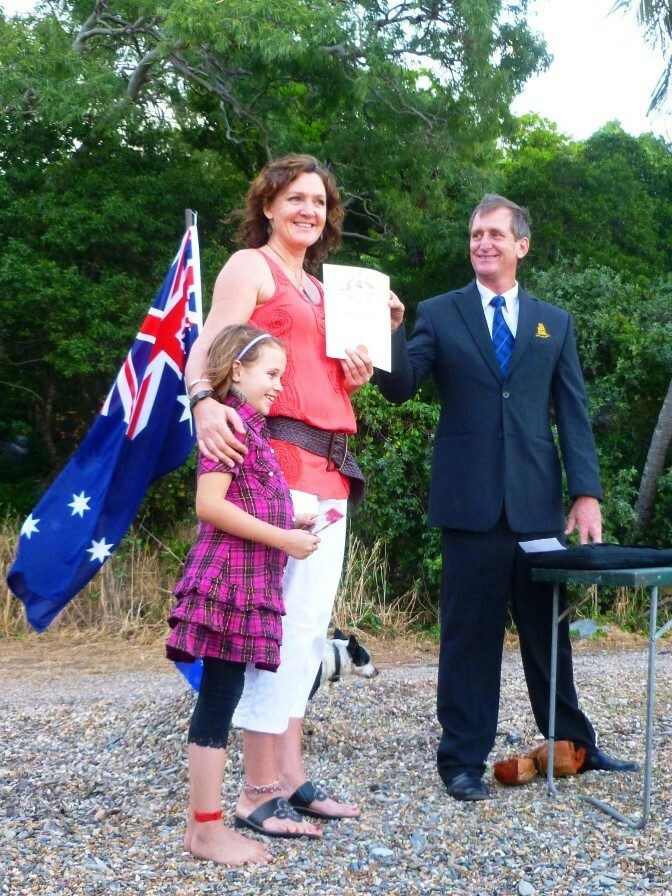
Celebració de l'obtenció de la ciutadania australiana a una platja vora Cooktown (Queensland).

Un ciutadà o ciutadana és un membre d'una comunitat política. La condició de membre de l'esmentada comunitat es coneix com a ciutadania, i comporta una sèrie de deures i una sèrie de drets, dels quals els més importants són els drets de participació política, el principal d'ells el dret al vot, que és el senyal d'identitat de les modernes democràcies representatives predominants al món occidental.
En les democràcies modernes normalment tenen la condició de ciutadans tots els homes i dones majors d'edat (sent la majoria d'edat fixada generalment en els 18 anys), encara que en alguns llocs qui han estat condemnats per la justícia perden l'esmentada condició, com succeeix en alguns estats dels Estats Units.
Pel que fa a la seva etimologia, el terme té el seu origen en la paraula ciutat, ja que originalment aquesta era la unitat política més important. Amb el temps la unitat política va passar a ser l'Estat, i avui en dia quan ens referim a ciutadans sol ser respecte d'un determinat Estat (per exemple, ciutadans espanyols, o ciutadans belgues).
Respecte del Dret Administratiu, ciutadà és tota persona no subjecta a una relació especial davant l'Administració (ja que si la tingués passaria a ser el que es coneix com a "interessat").
Acostuma a coincidir amb nacionalitat, encara que és possible tenir una nacionalitat sense ser un ciutadà (i.e., estar legalment subjecte a un estat i sota la seva protecció sense tenir drets de participació política); és també possible tenir drets polítics sense ser originari d'un estat.

## Ciutadania a la Unió Europea
El Tractat de Maastricht introdueix el concepte de ciutadania de la Unió Europea. Aquesta ciutadania emana de la ciutadania nacional: aquell que té la nacionalitat d'un Estats membre de l'EU i com un resultat esdevé un "ciutadà de la Unió".
La ciutadania de la UE ofereix certs drets i privilegis dins de la UE; en moltes àrees els ciutadans de UE tenen els mateixos o similars drets que els ciutadans natius de l'estat membre. Aquests drets dels ciutadans de la UE, inclouen:
- Llibertat de moviment i de residència dins del territori dels Estats Membre;
- Dret a votar i a ser candidat a les eleccions al Parlament Europeu i a eleccions municipals en l'Estat Membre de residència;
- Dret a protecció diplomàtica i consular;
- Dret de petició al Parlament Europeu; i
- Dret per adreçar-se al Defensor del Poble Europeu.

El dret de residència comporta no tan sols el dret de domicili, sinó també el dret per optar a treballar en qualsevol posició (incloent-hi serveis civils amb l'excepció de posicions sensibles com ara, defensa).
Els estats membre de UE també utilitzen un passaport amb un disseny comú, de color bordeus, amb el nom de l'estat membre, i l'escut nacional, i el títol "Unió Europea" (o la seva traducció), i molts també utilitzen un format comú pel carnet de conduir, simplificant la identificació dins de la UE.

## Ciutadania honorífica
Alguns països atorguen "ciutadania honorífica" a aquells que consideren que mereixen un reconeixement especial o són dignes d'aquesta distinció.
Per acord del Congrés i acord presidencial, als EUA només ha estat atorgat a sis persones.
Les únique persones amb aquesta distinció al Canadà han estat: Raoul Wallenberg a títol pòstum el 1985, Nelson Mandela el 2001 i el 14è Dalai Lama, Tenzin Gyatso el 22 de juny de 2006.
El 2002 Corea del Sud atorgava la ciutadania honorífica a l'entrenador de futbol holandès Guus Hiddink que reeixidament i inesperadament portava a l'equip nacional a les semifinals de la Copa del Món de Futbol 2002.
L'actriu americana Angelina Jolie ha rebut la ciutadania honorífica de Cambodja en 2005 pels seus esforços humanitaris.

## Concepte al llarg de la Història
Històricament, molts estats limitaven la ciutadania a només una proporció de la seva població, creant així una classe de ciutadans amb drets polítics superiors a uns altres, però iguals en altres aspectes.
L'exemple clàssic d'una ciutadania limitada era la democràcia atenenca on esclaus, dones, i estrangers residents (anomenat metecs) estaven exclosos de drets polítics. La República Romana és un altre exemple, i, més modernament, el szlachta del Mancomunitat polonesa lituana del segle xvii tenia algunes de les mateixes característiques.